# William Troy
William Troy (11 de julio de 1903 - 26 de mayo de 1961) fue un escritor, crítico literario y profesor de literatura estadounidense. Estuvo casado con la poeta y profesora Léonie Adams.
Troy ganó el Premio Nacional del Libro de Estados Unidos (U.S. National Book Award), en la categoría Artes y Letras, por sus Selected Essays (1967).

## Vida y obra
Troy nació en Chicago y se crio en el barrio occidental de Oak Park. Asistió en los suburbios a la Loyola Academy de escuela secundaria. Vendió su primera reseña a un periódico mientras estaba aún en la escuela. Después de la secundaria asistió a la Universidad de Yale.
Tras graduarse en Yale, enseñó durante un año en la Universidad de New Hampshire y luego asistió a la escuela de posgrado de la Universidad de Columbia. Fue profesor en varias universidades y colegios durante toda su vida, incluyendo la Universidad de Nueva York, el Bennington College y la New School University. Gozó de gran prestigio como profesor y es recordado como un experto estudioso de los escritores James Joyce y William Shakespeare.
A lo largo de los años 1930s y 1940s, Troy fue crítico literario y cinematográfico regular para The Nation, y publicó ensayos, reseñas y poemas en diversas revistas.
Se casó con la poeta Léonie Adams en 1933.
Murió de cáncer de laringe el 26 de mayo de 1961.

## Obras
Selected Essays (1967).